# Ebbies Weihnachtsgeschichte
Ebbies Weihnachtsgeschichte (Originaltitel: Ebbie, Miracle at Christmas: Ebbie’s Story) ist ein US-amerikanischer Fernsehfilm von George Kaczender aus dem Jahr 1995. Es ist eine geschlechtsvertauschte Verfilmung der Novelle A Christmas Carol von Charles Dickens aus dem Jahr 1843, mit einer hartherzigen weiblichen Figur anstelle des geizigen Ebenezer Scrooge.

## Handlung
Geschäftsfrau Elizabeth „Ebbie“ Scrooge hatte noch nie einen rechten Sinn für Weihnachten. Sie hält es nur für Zeit- und Geldverwendung. Daher gibt sie nichts an Bedürftige und sorgt sich nicht um ihre Angestellten bei „Dobson“, einem Kaufhaus, der ihr gehört. Als sie, wie stets zu Weihnachten, sich nur um ihre Arbeit kümmert, erscheint ihr in der Nacht der Geist ihres verstorbenen Partners Jake Marley. Er bringt sie in ihren Laden, wo zwei Geister der vergangenen Weihnacht auf sie warten und ihr zeigen, wie Ebbie früher einmal Weihnachten gefeiert hat. Ebbie erlebt dabei ein ganz bedrückendes Weihnachtsfest, als ihre Schwester Francine starb und sie sich im Nachhinein daran eine Mitschuld gab: Weil sie damals unbedingt zu einer Party wollte, hatte sie Francine allein gelassen. Wäre sie bei ihr geblieben, hätte Francine wahrscheinlich überlebt. Allerdings hatte Ebbie an diesem Weihnachtsfest auch ihren späteren Freund Paul kennengelernt. Die Geister zeigen Ebbie viele andere Weihnachtsabende, darunter auch den als Paul sie verlässt, weil sie die Arbeit wichtiger nahm als ihn.
Der Geist der gegenwärtigen Weihnacht zeigt ihr das Leben ihrer Assistentin Roberta Cratchet und ihrer beiden Kinder Martha und Tiny Tim. Von hier geht es weiter zu einer Party, zu der sie jedes Jahr von ihrer Nichte eingeladen wird, aber nie hingegangen war. Danach sieht sie Paul und seine Familie in Armut und hört ihre eigenen harten Worte, die der Geist ihr nun vorhält.
Der Geist der zukünftigen Weihnacht zeigt ihr eine erschreckende Zukunft, in der Tiny Tim gestorben ist, „Dobson“ geschlossen wurde und sie selbst von einem Auto angefahren wird, keinen Besuch im Krankenhaus bekommt und letztendlich verarmt stirbt.
Nachdem sie all diese Visionen erlebt hat, wird Ebbie ein besserer Mensch. Schon am nächsten Tag wünscht sie dem Portier einen „guten Morgen“, was sie noch nie getan hatte und er sich sehr darüber wundert. Dann bestellt sie einen großen Truthahn für Roberta Cratchet und deren Familie, spendet Geld für die armen Kinder, kauft einen Mantel für eine Obdachlose und bietet ihr sogar einen Job an. Sie gibt ihrer Angestellten Rita eine Gehaltserhöhung, damit diese keine Nebenjobs mehr machen muss und Roberta einen besseren Posten. Schließlich besucht sie auch die Party, zu der ihre Nichte sie eingeladen hat. Am Ende findet sich Ebbie bei den Cratchets ein und isst mit ihnen zu Abend.

## Hintergrund
Der Erstausstrahlung in den USA erfolgte am 4. Dezember 1995.

## Synchronisation
| Rolle         | Darsteller    | Synchronsprecher  |
| ------------- | ------------- | ----------------- |
| Paul          | Ron Lea       | Gudo Hoegel       |
| Rita          | Lorena Gale   | Anke Reitzenstein |
| Mr. Dobson    | Kevin McNulty | Michael Rüth      |
| Ladenbesitzer |               | Niko Macoulis     |

## Kritik
Die Kritiker der Fernsehzeitschrift TV Spielfilm vergaben eine mittlere Wertung (Daumen gerade) und meinten: „Besonderer ‚Clou‘ dieser x-ten und erschreckend langweiligen Adaption der Weihnachtsgeschichte ‚A Christmas Carol‘ von Charles Dickens: Der Geizhals Scrooge ist – eine Frau!“